# Serianthes
Genre
Serianthes est un genre de plantes à fleurs dicotylédones de la famille des Fabaceae, sous-famille des Mimosoideae, originaire d'Asie du Sud-Est, qui comprend huit espèces acceptées.

## Liste d'espèces
Selon The Plant List (16 novembre 2018) :
- Serianthes grandiflora Benth.
- Serianthes hooglandii (Fosberg) Kanis
- Serianthes melanesica Fosberg
- Serianthes minahassae (Koord.) Merr. & L.M.Perry
- Serianthes myriadenia (Guill.) Benth.
- Serianthes nelsonii Merr.
- Serianthes robinsonii Fosberg
- Serianthes rurutensis (F. Br.) I.C. Nielsen